# Aurélia Steiner
Aurélia Steiner est un récit, un chant en trois parties, portant les sous-titres respectifs Melbourne, Vancouver et Paris, paru en 1979 et dont les deux premières parties ont fait l'objet d'un film par Duras.
Aurélia est à la fois le nom d'une femme morte dans les chambres à gaz, celui de sa fille née au camp, d'une enfant de 7 ans qui vit avec une vieille dame là où sa mère a été arrêtée par la police, celui d'une jeune femme qui vit à Melbourne ou Vancouver ; c'est aussi Duras elle-même qui exprime l'émotion ressentie par les pertes d'un enfant, d'un frère, d'amis de la Résistance disparus dans les camps
Duras en a réalisé une adaptation pour l'écran, et deux films ont été tournés : Aurélia (Melbourne) (27 minutes) et Aurélia Steiner (Vancouver) (48 minutes), à Paris.
Le texte a été porté à la scène en 1982 par l'Ensemble Théâtral Mobile dans une version de Michèle Fabien.  Il a été transposé pour le théâtre par Duras elle-même pour une lecture par Gérard Desarthe au Théâtre du Rond-Point en 1984.